# カルペーニャ
カルペーニャ（伊: Carpegna）は、イタリア共和国マルケ州ペーザロ・エ・ウルビーノ県にある、人口約1,600人の基礎自治体（コムーネ）。

## 地理

### 位置・広がり
ペーザロ・エ・ウルビーノ県西部のコムーネ。ウルビーノから西北西へ25km、ペーザロから西南西へ48kmの距離にある。

#### 隣接コムーネ
隣接するコムーネは以下の通り。括弧内のRNはリミニ県、ARはアレッツォ県所属を示す。
- ベルフォルテ・アッリザウロ
- ボルゴ・パーチェ
- フロンティーノ
- メルカテッロ・スル・メタウロ
- モンテコピオーロ (RN)
- ペンナビッリ (RN)
- ピアンディメレート
- ピエトラルッビア
- サンタンジェロ・イン・ヴァード
- セスティーノ (AR)

### 気候分類・地震分類
カルペーニャにおけるイタリアの気候分類 (it) および度日は、zona E, 2874 GGである。
また、イタリアの地震リスク階級 (it) では、zona 2 (sismicità media) に分類される。

## 行政

### 分離集落
カルペーニャには、以下の分離集落（フラツィオーネ）がある。
- Genghe, Le Frazioni, Pietrino, Passo Cantoniera, Palazzaccio, Torre Fossati